# Jorge Ponce Rivero
Jorge Ponce Rivero (Màlaga, Espanya, 19 de maig de 1982) és un còmic, guionista i col·laborador de televisió i ràdio espanyol.

## Biografia
Nascut a Màlaga, va créixer entre el barri de San Andrés, Benalmádena i Torremolinos. El mateix còmic explica que va tenir una adolescència rebel i que va causar molts problemes als seus progenitors durant aquesta etapa. En la seva adolescència va arribar a treballar com a cambrer. Va estudiar la carrera de Comunicació Audiovisual i després de finalitzar-la es va traslladar a Madrid per continuar els seus estudis cursant un màster sobre la mateixa matèria. Ha estat en aquesta ciutat on ha desenvolupat la majoria de la seva carrera com a còmic, ja que va ser contractat com a becari de producció al programa Caiga Quien Caiga.

## Trajectòria

### Televisió
| Any         | Programa                        | Cadena    |                                                                          |
| ----------- | ------------------------------- | --------- | ------------------------------------------------------------------------ |
| 2024        | Medina, el estafador de famosos | Amazon    | [ 1 ]                                                                    |
| 2024        | La Revuelta                     | TVE       | Col·laborador                                                            |
| 2018        | El Intermedio                   | La Sexta  | Col·laborador                                                            |
| 2018-2024   | La Resistencia                  | #0        | Col·laborador i convidat                                                 |
| 2017        | Zapeando                        | La Sexta  | Col·laborador                                                            |
| 2016        | LocoMundo                       | #0        | Col·laborador al programa 2 de la segona temporada titulat Superpoblació |
| 2013 - 2015 | En el Aire                      | Antena 3  | Col·laborador                                                            |
| Des de 2009 | Ilustres Ignorantes             | Canal+ #0 | Còmic convidat                                                           |
| 2005 - 2008 | CQC                             | Telecinco | Col·laborador                                                            |

### Ràdio
| Any         | Programa                                      | Cadena                   |               |
| ----------- | --------------------------------------------- | ------------------------ | ------------- |
| 2013 - 2015 | YU: no te pierdas nada                        | Los 40                   | Col·laborador |
| 2012 - 2017 | Asuntos Propios                               | Radio Nacional de España | Col·laborador |
| 2017        | A Vivir Arxivat 2019-04-10 a Wayback Machine. | Cadena Ser               | Col·laborador |

### Teatre
| Any  | Espectacle                                            |
| ---- | ----------------------------------------------------- |
| 2018 | Hard Party 2.0                                        |
| 2017 | Hard Party (al costat d'Iggy Rubín i Antonio Castelo) |